# Isaac Mendez
Isaac Mendez is een personage uit de Amerikaanse televisieserie Heroes, gespeeld door Santiago Cabrera.

## Personage overzicht

### Personage
Isaac Mendez is een drugsverslaafde artiest uit New York. Hij heeft een relatie met Simone Deveaux. Telkens als Isaac onder invloed is kan hij de toekomst schilderen. Dit is te zien in bijna alle afleveringen van Heroes. Isaac wil graag leren zijn gave te controleren en te gebruiken zonder drugs te nemen. Hij krijgt hiervoor de hulp van Mr. Bennet en Eden McCain.
Doordat Peter Petrelli een relatie begon met 'zijn' Simone en Isaac 'de exploderende man' schilderde, groeien zijn vermoedens dat hij als held Peter Petrelli moet uitschakelen.

## Verhaallijn van het Personage

### Eerste Seizoen
Isaac is er al van de eerste episode ('Genesis') bij. Hij was toen een aan heroïne verslaafde kunstenaar die zichzelf martelde en met zichzelf worstelde, met slechts weinig geluk bij het afkicken. Zijn mislukte afkick-pogingen hadden ook veel invloed op zijn relatie met Simone Deveaux. Hij dacht dat hij gek werd toen bleek dat vele van zijn schilderijen 'de toekomst' waren en Isaac nam een overdosis. Simone was in paniek toen ze Isaac uiteindelijk vond en riep de hulp in van verpleger Peter Petrelli.
Wanneer Isaac wakker werd leek hij zijn lot om New York te redden van de atoombom die ontploffen en hij was ervan overtuigd dat heroïne zijn middel was om de toekomst te blijven schilderen. Simone twijfelde echter aan Isaacs krachten en maakte duidelijk dat 'zijn zogenaamd lot' zonder haar zou zijn. Tegelijk vermeldde ze dat zijn stripverhaal (9th Wonders!) te laat was.
In een ruzie met Peter probeert Isaac Peter neer te schieten. Maar wanneer Peter onzichtbaar wordt en Isaac in het wilde weg begint te schieten, komt Simone binnen. Isaac schiet haar neer, waardoor ze sterft.

#### Save the Cheerleader
Isaac speelde een speciale rol in het redden van de cheerleader, Claire Bennet, omdat hij haar dood had geschilderd. Dankzij zijn schilderijen slaagde Peter Petrelli erin Claire te redden van Sylar. Maar Mr. Bennet was degene die met de hulp van Eden McCain en 'de Haïtiaan' erin slaagde Sylar gevangen te nemen.

#### Isaacs dood
In de episode ".07%" schilderde Isaac zijn eigen dood: zijn hoofd opengesneden en de hersenen verwijderd. Hij weet dat hij de toekomst kan schilderen en heeft 'zijn lot' kunnen aanvaarden. Hij beseft dat hij dit niet kan stoppen en sinds de dood van Simone wil hij dit ook niet meer. Hij verzet zich dus niet tegen Sylar, waardoor deze Isaacs kracht gemakkelijk kan afnemen.

### Alternatieve toekomst

#### Hiro's toekomstbeeld
In de episode "Genisis" slaagde Hiro Nakamura erin om naar de toekomst te reizen, maar deze toekomst was niet wat hij ervan verwacht had. Hij had een stripverhaal gevonden dat zijn teleportatie-reis naar de toekomst uitbeeldde en probeerde contact met de tekenaar, Isaac Mendez, op te nemen. Maar toen hij bij het appartement van Isaac aankwam en naar binnen ging, vond hij de dode Isaac. Zijn hoofd was opengesneden en de hersenen verwijderd. Hiro werd van deze moord beticht en zag de atoombom ontploffen, maar kon terugteleporteren voordat hij gewond of gedood werd.